# Cuveglio
Cuveglio település Olaszországban, Varese megyében. Lakosainak száma 3294 fő (2023. január 1.). Cuveglio Casalzuigno, Cassano Valcuvia, Castello Cabiaglio, Duno, Rancio Valcuvia és Cuvio községekkel határos.

## Népesség
A település népességének változása:
| Lakosok száma | 3371 | 3375 | 3294 |
|               | 2017 | 2018 | 2023 |